# Аманацу
Аманацу (нацумікан, нацудайдай) — назва різновиду цитрусів родини Рутових, що належить до групи пізньостиглих цитрусових. Рослина походить з Японії і традиційно вирощується в Японії та Китаї.

## Назва
Загальноприйнята біноміальна назва — Citrus natsudaidai. Також трапляються назви C. aurantium L., subsp natsudaidai Hayata, C. grandis var. natsudaidai (Yu.Tanaka) Karaya, C. natsumikan і C. × aurantium. Слід зазначити, що багато сайтів і бібліографій надають суперечливі відомості щодо назви, сортів і походження цього виду — цитрусові в цілому є рослинами зі складною філогенією та дуже різноманітною таксономією, що може відрізнятися залежно від авторів і періоду. Втім, у сучасності точну філогенію може встановити методичне секвенування різних сортів.
Щодо тривіальних назв, в Японії найбільш поширена назва нацумікан (夏蜜柑), що значить «літній мандарин». Також є варіанти нацудайдай (夏橙) — «літній апельсин» (якщо точніше, дайдай — гіркий апельсин), аманацудайдай (甘夏橙) — «солодкий літній апельсин», аманацумікан (甘夏蜜柑), або коротко аманацу (甘夏,) — дослівно «солодке літо».

## Опис

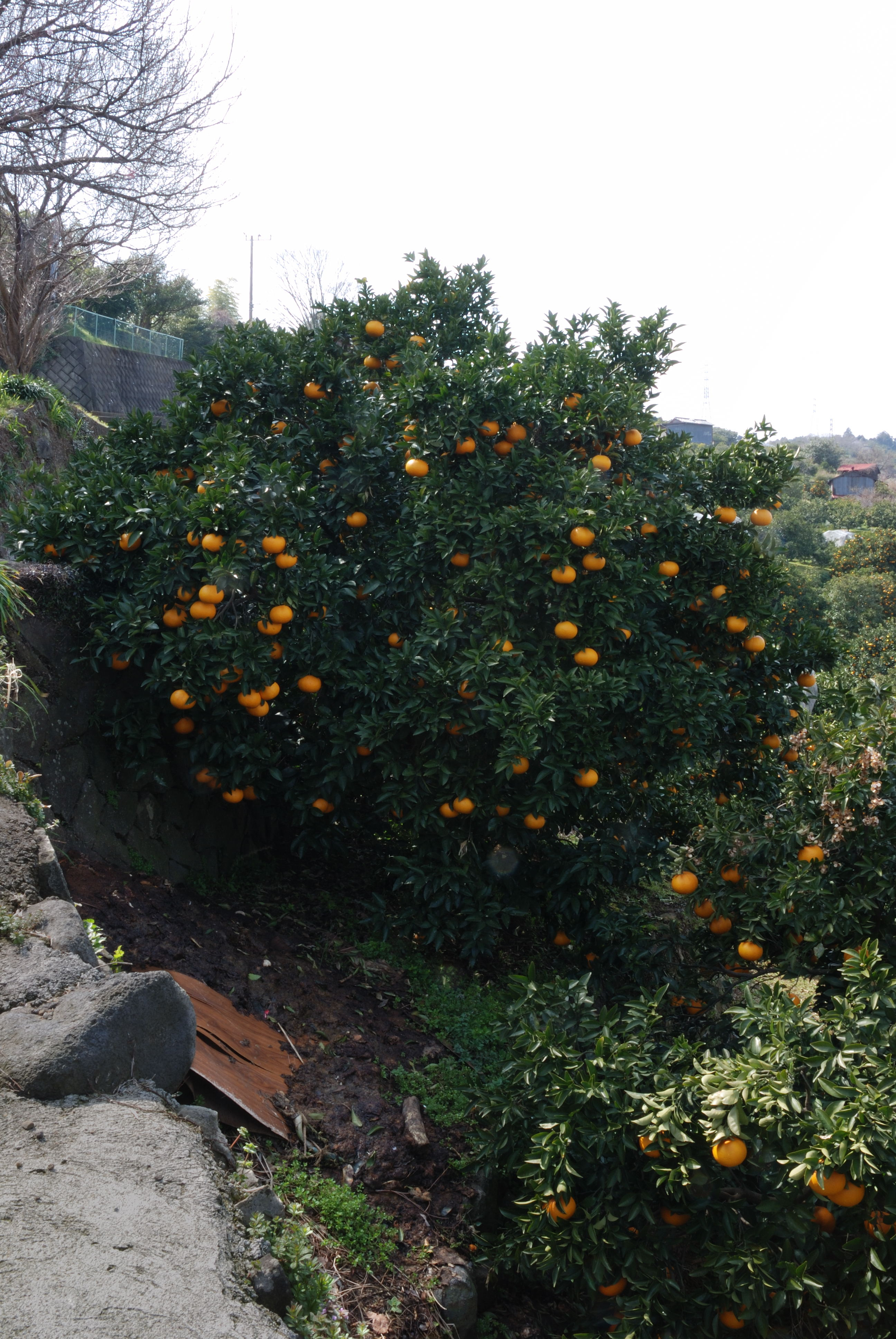
Дерево

Крона компактна або щільна, не плакуча. Аромат подрібнених листків нагадує мандариновий. Плід має діаметр близько 10 см, масу від 300 до 500 грамів, форма — куляста, приплюснута згори. Колір шкірки змінюється від зеленого (в червні) до оранжевого (в кінці грудня). Шкірка ароматна, щільна, шорстка і тверда. Ендокарпій розділений на 12 правильних сегментів, містить численні насінини. М'якоть стиглого плода яскраво-помаранчева, соковита, з хрусткою текстурою, кисло-солодкого специфічного смаку, що нагадує грейпфрутовий.

## Походження
Японські джерела визнають, що точна історія походження цієї рослини невідома. Її широке розповсюдження почалося на початку XX століття, після завершення періоду Мейдзі, і вже у 1927 році їй було присвоєно звання національного природного пам'ятника. Припускається, що рослина є гібридом від схрещування помело і мандарина (Citrus maxima × C. reticulata). Згідно з місцевими легендами, вихідний саджанець цього фрукта був знайдений у саду в японській префектурі Ямаґуті наприкінці XVII століття і нібито досі живий.

## Культивація

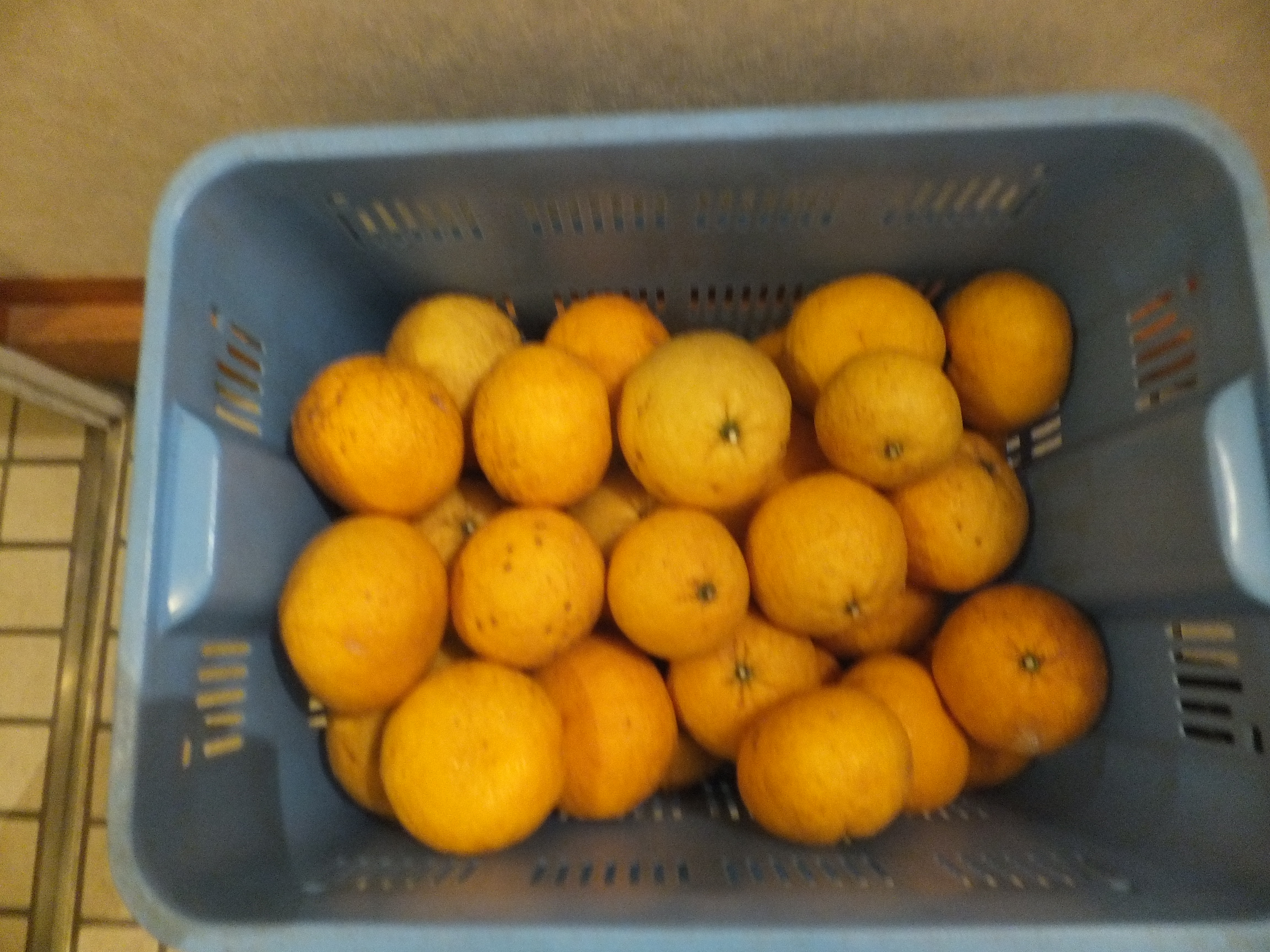
Зібрані плоди

Аманацу вирощують на півдні Японії у префектурах Ямаґуті, Каґосіма, Кумамото, Ехіме та Вакаяма. Культура була офіційно зареєстрована у 1950 році, і її розведення прогресувало приблизно з 1955. Крім того, у період стрімкого економічного зростання вирощування аманацу поширилося як альтернативна галузь заробітку для рибалок, які не мали можливості ловити рибу через забруднення навколишнього морського простору. Пік вирощування в Японії приходився на 1970 рік, коли площа нацуміканових посадок становила 17 000 гектарів, і на ринок поступило 253 000 тонн цих фруктів. Однак після лібералізації імпорту грейпфрутів у 1971 році виробництво аманацу почало знижуватися. На 2017 площа посадок становила 1599 гектарів, посівши 5 місце серед видів цитрусових, вирощених у тому ж році.
У Китаї цю рослину культивують у Тайвані, провінціях Фуцзянь та Гуандун.

## Використання
Нацумікан поширений у кулінарії, здебільшого для приготування солодощів: джемів, мармеладу, зі шкірки та скибочок роблять цукати, терта цедра застосовується у рецетах фланів і крем-брюле, морозива тощо. Крім того, аманацу використовують для приготування соусу понзу, як інгредієнт для салатів і м'ясних страв, таких як кисло-солодка свинина або смажена курка. Також з аманацу роблять напої — лимонади, вино, лікери, шкірка використовується для ароматизації рисової олії.
У Великій Британії нацумікан використовують у складі джину.
У 1971 році Кіношіта Хіроно і Сецуко Мурасе виділили з аманацу флавонол 3-гідрокси-3',4',5,6,7,8-гексаметоксифлавон, який назвали нацудайдаїн. У 2022 році вченими Університету Ямаґуті було проведено аналіз ефірної олії квітів аманацу, який виявив 43 ароматичних компоненти, включаючи ліналоол, лімонен, індол і α-терпінеол. З огляду на це дослідники вважають, що нацумікан має потенціал для використання у парфумерії.